# Jonathan Larson
Jonathan Larson (White Plains, 4 de fevereiro de 1960 – Nova Iorque, 25 de janeiro de 1996) foi um compositor e escritor americano conhecido por abordar assuntos como homossexualidade, vício em drogas e HIV/AIDS em seus trabalhos (como pode ser notado em Rent e Tick, Tick... Boom!). Jonathan recebeu três Tony Awards e um Prémio Pulitzer de Teatro póstumos, o último por Rent.

## Vida
Os pais de Jonathan Larson, Allan e Nanette Larson eram judeus e moravam em White Plains, Nova Iorque. Ele teve a música ao seu lado desde cedo, já que tocava trompete e tuba, participava do coro de seu colégio e teve aulas de piano. Suas primeiras influências musicais caminhavam entre estrelas do rock como Elton John, The Beatles, The Doors e Billy Joel até o clássico compositor de musicais Stephen Sondheim. Larson também atuava e fez parte de várias peças da White Plains High School.
Larson ganhou uma bolsa de quatro anos na Universidade Adelphi, em Garden City (Nova Iorque) onde atuou em inúmeras peças e musicais de teatro. Enquanto esteve na faculdade, Larson compunha para produções de estudantes pouco importantes, chamadas de Cabarés e posteriormente compôs para uma produção chamada Libro de Buen Amor, escrito pelo chefe de departamento Jacques Burdick. Burdick era como um mentor para Larson durante sua educação universitária. Após se graduar Larson participou de um programa de verão de teatro, em Augusta, Michigan como pianista. O resultado foi a obtenção de um cartão para a adesão no Actors 'Equity Association.
Larson mudou-se para um sótão sem calefação no quinto andar de um prédio na esquina da Greenwich Street e Spring Street, em Lower Manhattan com amigos. Ele trabalhou por cerca de dez anos como garçom nos fins de semana. Nos dias de semana ele compunha e fazia testes de elenco. Num jantar conheceu Jesse L. Martin, que virou seu estagiário e viria mais tarde integrar o elenco original de Rent, interpretando Tom Collins.

## Carreira
Antes de compor Rent, seu musical mais famoso, Larson escreveu inúmeras peças com variados níveis de sucesso e produção. Entre suas primeiras obras criativas está Sacrimmoralinority, seu primeiro musical, que foi co-escrito com David Glenn Armstrong, e originalmente encenado em Adelphi University, no inverno de 1981. Seguido da graduação de Jonathan e David em 1982, e renomeado para Saved! - Um Musical em imoral à maioria moral, o cabaret brechtiano temático musical foi apresentado por quatro semanas em Rusty's Blitz, um pequeno teatro na rua 42 em Manhattan, e venceu os dois autores do prêmio de redação da ASCAP.
Entre 1983 e 1990, Larson escreveu Superbia, originalmente concebida como uma versão rock futurista do livro de George Orwell, Nineteen Eighty-Four, embora a propriedade Orwell negou-lhe permissão para adaptar o romance em si. Superbia ganhou a Richard Rodgers Production Award e o Richard Rodgers Development Grant. No entanto, apesar dos desempenhos dos dramaturgos e uma versão do concerto de rock produzido pelo amigo de Larson e produtor Victoria Leacock no Village Gate, em setembro de 1989, Superbia não foi totalmente produzido, conduzindo a decepção para Larson.
Seu próximo trabalho, concluído em 1991, foi um "monólogo de rock" chamado 30/90, que posteriormente foi renomeado para "Boho Days" e, finalmente, intitulado tick, tick ... BOOM!. Esta peça, escrita para Larson somente com piano e uma banda de rock, era para ser uma resposta aos seus sentimentos de rejeição causada pela decepção de Superbia. O show foi realizado off-Broadway, no Village Gate, em Greenwich Village, assim como no Second Stage Theater, em seguida, no Upper West Side. Ambas as produções foram produzidos por um amigo de Larson, Victoria Leacock. O produtor Jeffrey Seller viu uma leitura de Boho Days e expressou interesse em produzir musicais de Larson.
Enquanto estava na faculdade, Larson entrou em contato com sua maior influência do teatro musical, Stephen Sondheim, a quem, ocasionalmente, apresentou o seu trabalho para a revisão. Uma canção de Tick, Tick... BOOM! chamada "Sunday" é uma homenagem ao Sondheim, que apoiou Larson, ficando perto da melodia e da letra da própria música de Sondheim com o mesmo título, mas transformando-o de um manifesto sobre a arte para o lamento de um garçom. Sondheim costumava escrever cartas de recomendação de Larson para vários produtores. Larson mais tarde ganhou o Prêmio de Stephen Sondheim.
Além de seus três maiores peças teatrais escritas antes Rent, Larson também escreveu música para o JP Morgan Saves the Nation, numerosos números individuais, a música de Vila Sésamo, a música para cassetes de livros infantis de Um Conto Americano e Land Before Time, música para a revista Rolling Stone Jann Wenner, editou e atuou em musicais John Gray Billy Bishop Vai à Guerra, estrelado por seu amigo ator Roger Bart (Desperate Housewives), um musical chamado Mogli, e mais quatro canções para o vídeo das crianças Away We Go! (Que ele também concebeu e dirigiu). Para suas primeiras obras Larson ganhou uma bolsa e prêmio da Sociedade Americana de Compositores, Autores e Editores e Gilman and Gonzalez-Falla Theatre Foundation's Commendation Award.

## Rent
Foi o dramaturgo Billy Aronson quem deu a ideia de fazer uma "atualização" de La Boheme (Puccini) para a barulhenta e moderna New York, em 1988. Mas foi só em 1991 que Larson perguntou a Billy se podia pegar o conceito e junto de suas experiências (Larson namorou uma dançarina que o deixou várias vezes por outros homens, e no fim, por uma mulher) criar Rent. Larson e Billy fizeram um acordo de se Rent fosse para a Broadway, eles compartilhariam a produção. Eventualmente eles decidiram que o cenário seria Alphabet City (no East Village), e não o SoHo, onde Larson vivera.
Rent começou como uma leitura encenada em 1993 no New York Theatre Workshop, seguido por um estúdio de produção que teve uma a três semanas para executar um ano depois. No entanto, a versão que agora é conhecido em todo o mundo, resultado da colaboração longos anos e o processo de edição entre Larson e os produtores e diretor, não foi apresentada publicamente antes da morte de Larson. Larson morreu de uma dissecção aórtica, que se acredita ter sido causada por síndrome de Marfan, na madrugada de 25 de janeiro de 1996. Acredita-se que se a dissecção da aorta tivesse sido diagnosticada e tratada adequadamente, Larson teria vivido.
Os pais de Larson deram a benção para a primeira apresentação da peça. Mas os atores a encenaram sentados em volta de três mesas alinhadas. Mas em La Vie Boheme o elenco não se conteve e subiu em cima das mesas fazendo a partir daquele momento a peça do jeito que deveria ser para a multidão e aprovação da família de Larson.
Rent lotou platéias da Broadway durante 12 anos, tendo sua última performance em 7 de setembro de 2008. Rent também virou filme, em 2006, dez anos depois de sua estréia. O elenco da Broadway dedica todas as apresentações a Jonathan Larson.

## Legado
Após sua morte, a família e os amigos de Larson criaram a Jonathan Larson Performing Arts Foundation para ajudar financeiramente todos os artistas, principalmente escritores e compositores de musicais de teatro para apoiar seu trabalho criativo.
O trabalho de Jonathan foi dado à Biblioteca do Congresso em Washington, DC, em Dezembro de 2003. O Jonathan Larson Collection é uma nova adição à sua participações importantes na área de teatro musical. Os documentos de cobrança de saída surpreendente prolífico Larson, incluindo vários musicais, teatros, cabarés, canções pop, projetos de dança e vídeo - ambos produzidos ou não.
Jonathan foi retratado pelo ator Andrew Garfield no drama musical biográfico Tick, Tick... Boom!, dirigido por Lin-Manuel Miranda e lançado no serviço de streaming Netflix em 19 de novembro de 2021.